# Armeau
Armeau és un municipi francès, situat al departament del Yonne i a la regió de Borgonya - Franc Comtat. L'any 2007 tenia 703 habitants.

## Demografia

### Població
El 2007 la població de fet d'Armeau era de 703 persones. Hi havia 291 famílies, de les quals 85 eren unipersonals (23 homes vivint sols i 62 dones vivint soles), 105 parelles sense fills, 89 parelles amb fills i 12 famílies monoparentals amb fills.
La població ha evolucionat segons el següent gràfic:
Habitants censats

### Habitatges
El 2007 hi havia 447 habitatges, 301 eren l'habitatge principal de la família, 110 eren segones residències i 36 estaven desocupats. 429 eren cases i 9 eren apartaments. Dels 301 habitatges principals, 275 estaven ocupats pels seus propietaris, 18 estaven llogats i ocupats pels llogaters i 8 estaven cedits a títol gratuït; 5 tenien una cambra, 23 en tenien dues, 79 en tenien tres, 75 en tenien quatre i 119 en tenien cinc o més. 230 habitatges disposaven pel capbaix d'una plaça de pàrquing. A 130 habitatges hi havia un automòbil i a 140 n'hi havia dos o més.

### Piràmide de població
La piràmide de població per edats i sexe el 2009 era:
| Homes | Edats   | Dones |
| ----- | ------- | ----- |
| 0     | 95 o +  | 0     |
| 4     | 90 a 94 | 0     |
| 8     | 85 a 89 | 8     |
| 0     | 80 a 84 | 8     |
| 12    | 75 a 79 | 16    |
| 16    | 70 a 74 | 8     |
| 20    | 65 a 69 | 24    |
| 20    | 60 a 64 | 24    |
| 8     | 55 a 59 | 24    |
| 28    | 50 a 54 | 16    |
| 8     | 45 a 49 | 24    |
| 24    | 40 a 44 | 20    |
| 12    | 35 a 39 | 16    |
| 8     | 30 a 34 | 12    |
| 12    | 25 a 29 | 8     |
| 8     | 20 a 24 | 4     |
| 12    | 15 a 19 | 8     |
| 28    | 10 a 14 | 24    |
| 4     | 5 a 9   | 8     |
| 4     | 0 a 4   | 8     |

## Economia
El 2007 la població en edat de treballar era de 437 persones, 309 eren actives i 128 eren inactives. De les 309 persones actives 280 estaven ocupades (153 homes i 127 dones) i 29 estaven aturades (14 homes i 15 dones). De les 128 persones inactives 57 estaven jubilades, 33 estaven estudiant i 38 estaven classificades com a «altres inactius».

### Ingressos

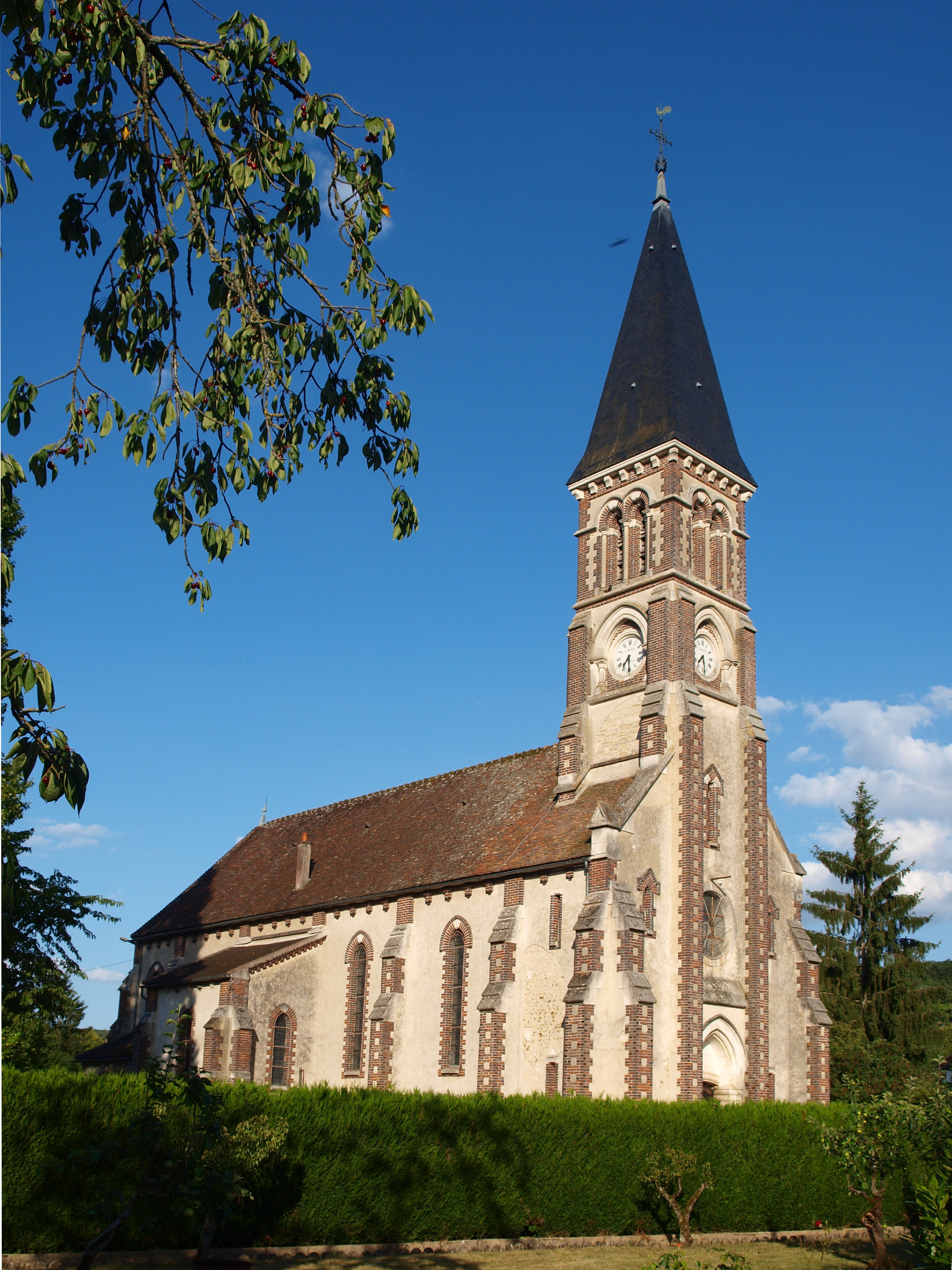
Saint-Sulpice

El 2009 a Armeau hi havia 312 unitats fiscals que integraven 775 persones, la mediana anual d'ingressos fiscals per persona era de 17.815 €.

### Activitats econòmiques
Dels 21 establiments que hi havia el 2007, 2 eren d'empreses de fabricació d'altres productes industrials, 4 d'empreses de construcció, 5 d'empreses de comerç i reparació d'automòbils, 4 d'empreses d'hostatgeria i restauració, 3 d'empreses immobiliàries, 1 d'una empresa de serveis i 2 d'empreses classificades com a «altres activitats de serveis».
Dels 8 establiments de servei als particulars que hi havia el 2009, 1 era un taller de reparació d'automòbils i de material agrícola, 1 paleta, 1 electricista, 2 restaurants i 3 agències immobiliàries.
L'únic establiment comercial que hi havia el 2009 era una fleca.
L'any 2000 a Armeau hi havia 5 explotacions agrícoles.

## Poblacions més properes
El següent diagrama mostra les poblacions més properes.